# 五足の靴
五足の靴（ごそくのくつ）は、与謝野寛が、まだ学生の身分だった太田正雄（木下杢太郎）、北原白秋、平野万里、吉井勇の4人を連れて旅した記録、紀行文で、1907年に発表された。

## 執筆の経緯・旅程
5名は1907年7月下旬から8月末にかけて、九州を中心に各地を旅行し、旅行記は同年8月7日から9月10日にかけて、『東京二六新聞』紙上に連載された。
なお連載時は執筆者は匿名で、表題には「五人づれ」、文中では与謝野鉄幹は「K生」、木下杢太郎は「M生」、北原白秋は「H生」、平野万里は「B生」、吉井勇は「I生」の仮名を用いた。
5名の旅程は以下の通りである。
- 7月28日
  - 東京を夜行列車で出発。
- 7月29日
  - 車中泊
- 7月30日
  - 厳島、赤間が関（山口県下関市）を見学。
  - 下関「旅館川卯」に泊まる。
- 7月31日
  - 福岡　一行を迎えて福岡文学会開催。海の中道見物。
  - 中洲の「川丈旅館」に泊まる。
- 8月1日
  - 千代の松原で海水浴。
  - 柳川　北原白秋の実家[1]に泊まる。
- 8月2日
  - 白州生家の酒蔵を見学する。
  - 「北原白秋宅」に連泊する。
- 8月3日
  - 佐賀城跡を一周する。
  - 佐賀に泊まる。
- 8月4日
  - 虹の松原見物。
  - 唐津での文芸会におもむく。
  - 唐津「博多屋」に泊まる。
- 8月5日
  - 佐世保へ向かう。
  - 佐世保「京屋旅館」に泊まる。
- 8月6日
  - 平戸を巡る。
  - 佐世保に泊まる。
- 8月7日
  - 長崎を巡る。
  - 長崎「上野屋旅館」に泊まる。
- 8月8日
  - 茂木港から富岡港（熊本県苓北町）へ船に乗る。
  - 富岡に泊まる。
- 8月9日
  - 大江村（熊本県天草市）まで約32kmを徒歩で行く。
  - 大江「高砂屋」に泊まる。
- 8月10日
  - 明治から昭和初期にかけて天草諸島のカトリック布教に尽力したフランス人宣教師ガルニエ（文中では、地元信者の呼び方にしたがって「パアテルさん」と記）に会う。
  - 汽船で牛深港へ向かう。
  - 牛深「今津屋」に泊まる。
- 8月11日
  - 汽船で際崎港へ向かう。
  - 際崎から三角（熊本県宇城市）まで歩く。
  - 汽船で三角港から島原港へ行く。
  - 島原に泊まる。
- 8月12日
  - 島原 　「有馬城」（島原城）を見学、天草・島原の乱と天草四郎に想いをはせる[2]。
  - 汽船で長洲へ向かう。
  - 長洲駅から汽車で上熊本駅まで行く。
  - 熊本「研屋旅館支店」に泊まる。
- 8月13日
  - 馬車で阿蘇へ向かう。
  - 垂玉温泉「山口旅館」に泊まる。
- 8月14日
  - 阿蘇山中岳火口を見学する。
  - 栃木温泉「小山旅館」に泊まる。
- 8月15日
  - 馬車で熊本市内へ戻る。
  - 水前寺畔の画津湖で、船遊びをする。
  - 熊本「研屋旅館支店」に泊まる。
- 8月16日
  - 三池炭鉱を見学する。
  - 「北原白秋宅」に再び泊まる。
- 8月17日
  - 柳川で船下りなどして遊ぶ。
  - 「北原白秋宅」に連泊する。
- 8月18日
  - 白秋を残し、汽車で山口へ向かう。
  - 徳山 「徳応寺」に泊まる。与謝野鉄幹は若い頃、ここの女学校で教師をしていたことがある。
- 8月19日
  - 汽車で京都へ向かう。
  - 京都「お愛さん」に泊まる。

## 意義と影響
本作品の筆者のうち、北原白秋は詩集『邪宗門』、木下杢太郎は戯曲『南蛮寺門前』と、紀行を通じて得た着想を発展させた作品を発表した。
また本作品の発表を機に、広く明治末年～大正期の文壇に「南蛮趣味」の流行をもたらした。芥川龍之介のキリシタンをテーマにした作品群もその例である。
それまでの専門的な研究者を越えた幅広い層に「南蛮文化」「キリシタン」を日本の重要な文化遺産として「再発見」させる契機となったという意味で、小品ながら本作品が後世に果たした役割は大きいといえる。